# سیارک ۱۹۴۸۷
سیارک ۱۹۴۸۷ (به انگلیسی: 19487 Rosscoleman، نامگذاری:1998HO124) نوزده هزار و چهارصد و هشتاد و هفتمین سیارک کشف شده‌است که در ۲۳ آوریل ۱۹۹۸ کشف شد.
قدر مطلق سیارک برابر ۱۶.۲ است.